# Santa Teresa Gallura
Santa Teresa Gallura o Lungoni (topónimo cooficial en gallurés) es un municipio situado en el territorio de la Provincia de Sácer, en Cerdeña (Italia).

## Demografía
| Gráfica de evolución demográfica de Santa Teresa Gallura entre 1861 y 2001 |
|                                                                            |
| Fuente ISTAT - elaboración gráfica de Wikipedia                            |